# Rieke Dieckmann
Rieke Dieckmann (* 16. August 1996 in Bissendorf) ist eine deutsche Fußballspielerin.

## Karriere

### Vereine
Dieckmann begann ihre Karriere bei ihrem Heimatverein FC Bissendorf, bei dem sie bis zur C-Jugend in Jungenmannschaften spielte, ehe im Sommer 2011 der Wechsel in die Jugend des SV Meppen folgte. Ab der Saison 2012/13 gehörte sie dann, obwohl noch für die B-Juniorinnen spielberechtigt, zum Kader der ersten Mannschaft. Sie avancierte schnell zur Stammspielerin und kam bis 2016 in 77 von 88 möglichen Zweitligapartien zum Einsatz.
Zur Saison 2016/17 unterzeichnete sie einen Vertrag beim Bundesligisten Bayer 04 Leverkusen. Am 4. September 2016 (1. Spieltag) kam sie bei der 0:2-Heimniederlage gegen den FF USV Jena bis zu ihrer Auswechslung in der 65. Minute zum Einsatz und feierte damit ihr Bundesligadebüt. Nach dem Abstieg von Bayer 04 Leverkusen verließ sie den Verein und schloss sich zur Saison 2017/18 dem MSV Duisburg an. Seit der Saison 2018/19 spielt sie für den 1. FFC Turbine Potsdam. In der Winterpause der Saison 2020/21 wurde Rieke Dieckmann vom 1. FFC Turbine Potsdam bis zum Ende der Spielzeit zum FC Twente Enschede verliehen.
Im Sommer 2021 wechselte Dieckmann zum SV Werder Bremen.

### Nationalmannschaft
Über Einsätze für den Niedersächsischen Fußballverband bei verschiedenen Länderpokalen empfahl sich Dieckmann für die Nachwuchsauswahlen des DFB. Ihr Debüt im Nationaltrikot gab sie am 29. Oktober 2012 für die U-17-Nationalmannschaft im Rahmen der EM-Qualifikation gegen die griechische Auswahl, als sie in der 41. Minute eingewechselt wurde und nur eine Minute später zum 1:1-Endstand traf. Im September 2013 debütierte sie für die U-19-Nationalmannschaft, mit der sie 2014 jedoch die Qualifikation für die Jahrgangseuropameisterschaft verpasste. Ebenfalls 2014 gehörte sie als zweitjüngste Spielerin zum deutschen Aufgebot für die U-20-Weltmeisterschaft in Kanada, stand in allen sechs Turnierspielen in der Startelf und wurde nach einem Finalerfolg gegen die nigerianische Auswahl Weltmeisterin.
2015 nahm sie mit der U-19-Nationalmannschaft an der Europameisterschaft in Israel teil und erreichte mit der Mannschaft das Halbfinale, wo man sich dem späteren Europameister aus Schweden jedoch im Elfmeterschießen beugen musste. Durch den Halbfinaleinzug qualifizierte sich die Mannschaft für die U-20-Weltmeisterschaft 2016 in Papua-Neuguinea. Hier gehörte Dieckmann zunächst zum deutschen Kader, zog sich kurz vor dem ersten Gruppenspiel eine Fußverletzung zu, wodurch sie für das Turnier ausfiel.

## Erfolge
Nationalmannschaft
- U-20-Weltmeisterin: 2014
- Halbfinalistinder U19-Europameisterschaft 2015

Werder Bremen
- DFB-Pokal-Finalistin: 2024/25